# Kuskus czarnoplamy
Kuskus czarnoplamy (Spilocuscus rufoniger) – gatunek ssaka z podrodziny pałanek (Phalangerinae) w obrębie rodziny pałankowatych (Phalangeridae), przypominający wyglądem małpiatkę, endemit lasów północnej Nowej Gwinei.

## Taksonomia
Gatunek po raz pierwszy zgodnie z zasadami nazewnictwa binominalnego opisał w 1937 roku austriacki herpetolog Rudolf Zimara jako podgatunek kuskusa plamistego i nadając mu nazwę Phalanger maculatus rufoniger. Miejsce typowe to Sattelberg, Morobe, Papua-Nowa Gwinea. Holotyp to dorosła samica.
Obecnie (2023) nie rozpoznano żadnego podgatunku, ale warto byłoby dokonać przeglądu zmienności w zasięgu występowania tego gatunku. Autorzy Illustrated Checklist of the Mammals of the World uznają ten gatunek za monotypowy. 

### Etymologia
- Spilocuscus: gr. σπιλος spilos ‘plama’; rodzaj Cuscus Illiger, 1811 (pałanka)[8].
- rufoniger: łac. rufus ‘rumiany, rudy’; niger ‘czarny’[9].

## Zasięg występowania
Kuskus czarnoplamy występuje w północnej części Nowej Gwinei, od półwyspu Ptasia Głowa na wschód do półwyspu Huon i najprawdopodobniej obejmuje również wyspę Yapen; istnieje niewielka liczba obserwacji z południowej części Nowej Gwinei, z obszaru rzeki Lorentz i górnego biegu rzeki Fly.

## Morfologia
Długość ciała (bez ogona) 58–69 cm (średnio 61,9 cm), długość ogona 45–65 cm (średnio 56,3 cm); masa ciała 5,5–6,6 kg (średnio 6,2 kg). Odznacza się pionowo rozszczepiającymi się źrenicami, wykorzystywanymi nocą.

## Ekologia
Kuskus czarnoplamy prowadzi nadrzewny tryb życia. Jest zwierzęciem leśnym, zasiedlającym tereny od poziomu morza do 1200 m n.p.m. Kuskusy czarnoplame są samotnymi wszystkożercami, prowadzącymi nocny tryb życia. 

## Status zagrożenia
W Czerwonej księdze gatunków zagrożonych Międzynarodowej Unii Ochrony Przyrody i Jej Zasobów został zaliczony do kategorii CR (ang. critically endangered ‘krytycznie zagrożony’). Pierwotne obszary występowania wciąż się kurczą, co spowodowane jest przez karczowanie lasów pod pola uprawne i plantacje. Kuskusy czarnoplame były też zwierzętami łownymi.